# Darko Glišiḱ
Darko Glišiḱ (in macedone Дарко Глишиќ?; Skopje, 23 settembre 1991) è un calciatore macedone, difensore del Gostivar.

## Carriera

### Club
Il 14 ottobre 2018 viene acquistato a titolo definitivo dalla squadra bulgara del Septemvri Sofia.

### Nazionale
Ha giocato nelle nazionali giovanili macedoni Under-19 ed Under-21.
Nel 2013 ha giocato 2 partite con la nazionale maggiore.